# Trames NetBIOS
NetBIOS Frames (NBF) és un protocol de dades a nivell de transport i xarxa no encaminable que s'utilitza més habitualment com una de les capes de xarxes de Microsoft Windows als anys noranta. NBF o NetBIOS sobre IEEE 802.2 LLC són utilitzats per una sèrie de sistemes operatius de xarxa llançats a la dècada de 1990, com ara LAN Manager, LAN Server, Windows for Workgroups, Windows 95 i Windows NT. Altres protocols, com NBT (NetBIOS sobre TCP/IP) i NBX (NetBIOS sobre IPX/SPX) també implementen els serveis NetBIOS/NetBEUI sobre altres paquets de protocols.
El protocol NBF s'anomena a grans trets, però incorrectament, NetBEUI. Això s'origina a partir de la confusió amb NetBIOS Extended User Interface, una extensió de l'API NetBIOS que es va desenvolupar originalment juntament amb el protocol NBF; tant el protocol com l'emulador NetBEUI es van desenvolupar originalment per permetre que els programes NetBIOS s'executin sobre la nova xarxa Token Ring d'IBM. Microsoft va causar aquesta confusió etiquetant la seva implementació del protocol NBF NetBEUI. NBF és un protocol i el NetBEUI original era una extensió d'interfície de programació d'aplicacions NetBIOS.

## Visió general
El protocol NBF utilitza el mode 802.2 tipus 1 per proporcionar el servei de noms NetBIOS/NetBEUI i el servei de datagrames, i el mode 802.2 tipus 2 per proporcionar el servei de sessió NetBIOS/NetBEUI (circuit virtual). El protocol NBF fa un gran ús dels missatges de difusió, cosa que explica la seva reputació com a interfície conversa. Tot i que el protocol consumeix pocs recursos de xarxa en una xarxa molt petita, les emissions comencen a afectar negativament el rendiment i la velocitat quan creix el nombre d'amfitrions presents en una xarxa.
Sytek va desenvolupar NetBIOS per a IBM per al programa PC-Network i va ser utilitzat per Microsoft per a MS-NET el 1985. El 1987, Microsoft i Novell el van utilitzar per als seus sistemes operatius de xarxa LAN Manager i NetWare.
Com que el protocol NBF no es pot encaminar, només es pot utilitzar per comunicar-se amb dispositius del mateix domini de difusió, però com que es pot connectar també es pot utilitzar per comunicar-se amb segments de xarxa connectats entre si mitjançant ponts. La manca de suport per a xarxes encaminables significa que NBF només és adequat per a xarxes de mida petita i mitjana, on té un avantatge sobre TCP/IP que requereix poca configuració. Els serveis NetBIOS/NetBEUI s'han d'implementar a sobre d'altres protocols, com ara IPX i TCP/IP (vegeu més amunt) per poder ser útils en una xarxa d'Internet.

## Serveis
NetBIOS/NetBEUI ofereix tres serveis diferents:
- Servei de noms per al registre i resolució de noms
- Servei de distribució de datagrames per a la comunicació sense connexió
- Servei de sessió per a la comunicació orientada a la connexió

El protocol NBF implementa tots aquests serveis.